# The Firebird Band
The Firebird Band ist eine Indie-Rock-Band aus Chicago, USA. Die Band wurde 1996 als Nebenprojekt von Chris Broach, Mitglied der erfolgreichen Emo/post-hardcore-Band Braid und seinem Bruder Riley Broach gegründet. Das erste Unternehmen der Band war das Album New York 7", das 1998 noch unter dem Bandnamen The Firebird Suite veröffentlicht wurde. Nach der Auflösung von Braid im Jahre 1999 wurde die Band zum Hauptprojekt von Chris Broach.
Die aktuelle Besetzung von The Firebird Band besteht aus Christopher Broach, Steve Znavor (von Life at Sea) und Mike Marsden (The New Constitution).

## Frühere Bandmitglieder
- Riley Broach – spielte auf New York 7" und The Firebird Band Archives.
- Chris Wilson - spielte auf New York 7", The Firebird Project und The Firebird Band Archives.
- Pablo Gammeri – spielte auf The Firebird Project.
- Todd Finkel – spielte Schlagzeug bei den Songs 1 bis 11 auf The Setting Sun and Its Satellites.
- Andy Hawthorne – spielte auf The Drive sowie Gitarre für einige Songs des Albums The Setting Sun and Its Satellites
- Sebastian Paquet – spielte auf The Drive.
- Erik Bocek – spielte Bass für einige Songs auf The Setting Sun and Its Satellites.
- John Isberg – sang Background und schrieb am Album The City at Night mit. Außerdem spielte er Bass und Keyboard für dieses.
- Chris Camden - (Liar's Academy und Cross My Heart) tourte mit The Firebird Band im Jahr 2005.
- Robert Bock (Monday's Hero und Of The Opera) tourte mit The Firebird Band 2005/2006.

## Weitere Beteiligte
- Rob Kellenberger (Duvall, Tuesday, und Slapstick) – spielte Schlagzeug auf The City At Night.
- Chris Common – spielte Schlagzeug für "Wake Up" auf The City At Night.
- Roy Ewing (Braid und Very Secretary) – spielte Schlagzeug für "The Runway" und "Distance" auf dem Album The Drive.
- Aaron Barr – spielte Bass für "The Drive", "The Runaway", und "Distance" auf The Drive.
- Elizabeth Black – Gesang "The Deeper I Go, the Darker It Gets", "Dangerous", und "Can't Stop" auf The City At Night.
- JB und Urban Myth (Kerbloki) – Aufführung und Reim für "Wake Up" auf The City At Night.
- Seth Fein* (Absinthe Blind) – Tourte als Schlagzeuge im Sommer 2001 mit der Band

## Diskografie
- New York (1998 as The Firebird Suite) 7" - Mintaka Conspiracy.
- Feel Alright (1999 as The Firebird Project) CD EP - Mintaka Conspiracy.
- The Setting Sun and Its Satellites (2000) CD - Mintaka Conspiracy/Cargo/Headhunter.
- The Drive (2001) CD EP - Cargo/Headhunter.
- Archives (2003) CD - Lucid Records.
- The City at Night (2004) CD - Bifocal Media/Lucid Records.
- Another Incarnation (2006) Digital Only (download only) - City at Night Records.
- The Setting Sun and Its Satellites Reissue (2007) Digital Only (download only) - City at Night Records.
- The Drive EP (2007) Digital Only (download only) - City at Night Records